# As Sete Pragas
As Sete Pragas (2015), é uma obra do escritor brasileiro Sinval Ferreira Lima.

## Sobre o livro
Nesta obra, Lima nos conta os relatos do diabo quando pediu e recebeu clemência de Deus, que lhe fez um desafio: "volte à Terra, e torne tudo como antes havia: quero o planeta livre de todas as pragas de sua autoria: a ignorância, o dinheiro, a avareza, a mentira, as drogas, o poder e as religiões." Assim que embarcou na Terra e teve início sua missão, apaixonou-se profundamente por uma terráquea e teve início uma trama milenar, confusa, ecológica, sangrenta, quando enfim a humanidade alcança a felicidade. A saga envolve ecologia, política, religião, tragédias e acima de tudo uma mistura de momentos profundamente trágicos e outros extremamente irônicos e cômicos, a dita comédia trágica.
.